# Paretroplus
Paretroplus è un genere di 13 pesci d'acqua dolce appartenente alla grande famiglia Cichlidae, sottofamiglia Etroplinae.

## Distribuzione e habitat
Le specie del genere Paretroplus sono endemiche delle acque dolci del Madagascar.

## Descrizione
Le dimensioni variano dai 9 ai 25 cm, secondo la specie.

## Pericoli
Tutte le 12 specie sono seriamente minacciate di estinzione a causa della distruzione dell'habitat naturale o dell'inquinamento e per questo sono inserite (con qualche eccezione) nella IUCN Red List.

## Specie
- Paretroplus dambabe
- Paretroplus damii
- Paretroplus gymnopreopercularis
- Paretroplus kieneri
- Paretroplus lamenabe
- Paretroplus loisellei
- Paretroplus maculatus
- Paretroplus maromandia
- Paretroplus menarambo
- Paretroplus nourissati
- Paretroplus petiti
- Paretroplus polyactis
- Paretroplus tsimoly